# 639. pr. Kr.
◄ | 8. stoljeće pr. Kr. | 7. stoljeće pr. Kr. | 6. stoljeće pr. Kr. | ►
◄ | 660-ih pr. Kr. | 650-ih pr. Kr. | 640-ih pr. Kr. | 630-ih pr. Kr. | 620-ih pr. Kr. | 610-ih pr. Kr. | 600-ih pr. Kr. | ►
◄◄ | ◄ | 642. pr. Kr. | 641. pr. Kr. | 640. pr. Kr. | 639 pr. Kr. | 638. pr. Kr. | 637. pr. Kr. | 636. pr. Kr. | ► | ►►
Astronomija

## Događaji
- asirski kralj Asurbanipal porazio je Elam te postao vladarom nad nekoliko bivših elamskih saveznika, među kojima se spominje i Kuras (vjerojatno Kir I.)